# Всесвітня декларація прав тварин
Всесвітня декларація прав тварин (англ. Universal Declaration of Animal Rights) прийнята Міжнародною Лігою Прав тварин 23 вересня 1977 року в Лондоні. Оголошено 15 жовтня 1978 р. в штабі ЮНЕСКО в Парижі. Текст переглянутий Міжнародною Лігою Прав Тварин у 1989 р., представлений Генеральному директору ЮНЕСКО в 1990 р. і оприлюднений в тому ж році.

## Преамбула
- Беручи до уваги, що Життя — єдинє, що всі живі істоти мають єдиний початок і їх поділ відбувся в ході  еволюції видів,
- Беручи до уваги, що всі живі істоти мають свої природні права, і що будь-яка тварина, маюча нервову систему, має особливі права,
- Зважаючи, що неповага, або навіть просте ігнорування цих природних прав, завдають великої шкоди природі і приводять людину до скоєння злочинів проти тварин,
- Беручи до уваги, що співіснування видів передбачає визнання людським видом права на життя інших видів живих істот,
- Беручи до уваги, що повага тварин людиною є невід'ємною від поваги людини людиною,

## Проголошується

### Стаття 1
Всі тварини мають рівні права на існування в межах умов  біологічної рівноваги. Рівність у цих правах залишає незмінною відмінності між собою видів і індивідуумів.

### Стаття 2
Усяке тваринне життя має право на повагу.

### Стаття 3
1. Тварини не повинні піддаватися поганому поводженню чи  жорстоким діям.
2. Якщо є необхідність умертвити тварину, це має відбуватися миттєво, безболісно і не завдавати ніякого попереднього психологічного або фізичного страждання.
3. З мертвими тваринами потрібно поводитися пристойно.

### Стаття 4
1. Дикі тварини мають право жити і розмножуватися на волі в їхньому власному природному  довкіллі.
2. Тривале позбавлення волі диких тварин, полювання та риболовля як проведення часу для власного задоволення, також, як і будь-яке використання диких тварин з причин, які не представляють життєвої необхідності, суперечать цьому основному праву.

### Стаття 5
1. Будь-яка тварина, що знаходиться в залежності від людини, має право на належні догляд і турботу.
2. Тварину в жодному разі не повинно бути кинуто напризволяще або вбито невиправдано.
3. Всі форми розведення і використання тварин повинні поважати фізіологію і природну поведінку, властиві виду.
4. Виставки, демонстрації та фільми, для яких залучають тварин, повинні також поважати їхню гідність і не повинні містити ніякого насильства взагалі.

### Стаття 6
1. Експерименти на тваринах, що викликають їх фізичні або психологічні страждання, порушують права тварин.
2. Методи відновлення чисельності тварин повинні бути розвинені і систематично здійснюватися.

### Стаття 7
Будь-який акт, який призводить до невиправданої загибелі тварини, і будь-яке рішення, що веде до такого акту, є злочинами проти життя.

### Стаття 8
1. Будь-який акт, що ставить під загрозу виживання дикого виду, і будь-яке рішення, що веде до такого акту, еквівалентні геноциду, тобто є злочинами проти виду.
2. Вбивства диких тварин, забруднення і руйнування  біосфери — дії геноциду.

### Стаття 9
1. Певний юридичний статус тварин та їх прав повинен бути визнаний законом.
2. Захист і безпека тварин повинні бути представлені на рівні Урядових організацій.

### Стаття 10
Освітні влади повинні гарантувати навчання громадян з дитинства спостерігати, розуміти і поважати тварин.